# Queimados
Queimados város Brazíliában, Rio de Janeiro államban. Lakosainak száma 140 523 fő (2022). Queimados Japeri, Nova Iguaçu és Seropédica községekkel határos.

## Népesség
A település népességének változása:
| Lakosok száma | 121 993 | 137 962 | 143 632 | 151 335 | 152 311 | 140 523 |
|               | 2000    | 2010    | 2015    | 2020    | 2021    | 2022    |